# Sabecoides caca
Sabecoides caca är en insektsart som beskrevs av Ronald Gordon Fennah 1958. Sabecoides caca ingår i släktet Sabecoides och familjen vedstritar.
Artens utbredningsområde är Elfenbenskusten. Inga underarter finns listade i Catalogue of Life.